# David Ohanesian
David Ohanesian (n. 6 ianuarie 1927, București, România – d. 30 septembrie 2007, București, România) a fost un bariton român, de etnie armeană care, alături de Octav Enigărescu și Nicolae Herlea, a făcut parte din triada de aur a celor mai mari baritoni ai României. 
În decursul carierei sale artistice a jucat în peste 2.000 de spectacole de operă, interpretând peste 40 de roluri și primind numeroase premii și distincții. A cântat pe marile scene ale lumii, alături de alți mari interpreți ca Luciano Pavarotti, Montserrat Caballe, Placido Domingo, Leontyne Price sau Birgit Nilsson. A rămas memorabilă interpretarea sa în rolul Oedip, din opera cu același nume de George Enescu, care i-a adus renumele de cel mai apreciat Oedip al secolului al XX-lea. 

## Biografie

### Studii muzicale
David Ohanesian a fost admis, în anul 1948, la Conservatorul din Cluj (în prezent Academia de Muzică Gheorghe Dima) pe care l-a absolvit în 1953, la clasa profesorului Aurel Costescu-Duca.

### Cariera artistică
După absolvirea Conservatorului, David Ohanesian a devenit prim solist al Operei Române din Cluj-Napoca.
În perioada 1958-1977, a fost prim solist al Operei Române din București.
Între 1968-1977 a fost artist invitat la Opera din Hamburg.

## Lucrări publicate
- Patima muzicii, Editura muzicală, București, 1986 (împreună cu Iosif Sava)

## Filmografie
- Misterele Bucureștilor (1983)
- Colierul de turcoaze (1986)
- În fiecare zi mi-e dor de tine (1988)

## Premii și distincții
- titlul de Artist Emerit (28 martie 1962) „pentru realizări valoroase în domeniul artistic”[4]
- Ordinul Meritul Cultural clasa a III-a (12 septembrie 1968) „pentru merite deosebite în activitatea muzicală”[5]
- Ordinul Meritul Cultural clasa a II-a (1971) „pentru merite deosebite în opera de construire a socialismului, cu prilejul aniversării a 50 de ani de la constituirea Partidului Comunist Român”[6]
- Ordinul național „Steaua României” în grad de Comandor (1 decembrie 2000) „pentru realizări artistice remarcabile și pentru promovarea culturii, de Ziua Națională a României”[7]
- Titlul de Doctor honoris causa al Academiei de Muzică "Gheorghe Dima" din Cluj-Napoca (1999)
- Titlul de Doctor Honoris Causa al Universității "Babeș-Boyai" din Cluj-Napoca
- Titlul de Doctor Honoris Causa al Universității "Ovidius" din Constanța (noiembrie 2006)
- Premiul Maestro, acordat de Uniunea Criticilor Muzicali și Forumul Muzical Român, la Gala Premiilor Criticii Muzicale pentru 2006 (pentru vocea sa de granit și temperamentul său de mare tragedian)

## Decesul
David Ohanesian a fost înmormântat în Cimitirul Armenesc din București. La înmormântarea lui David Ohanesian au fost prezenți, printre alții, ambasadorul Republicii Armenia la București, Yeghishe Sargsyan.